# The Hills (quinta edizione)
La prima parte è iniziata lo scorso 6 aprile 2009 in America. La seconda (dall'episodio 11 in poi) il 29 settembre 2009. In Italia va in onda su MTV Italia dal 29 gennaio 2010.
Cast principale (episodi 1-10): Lauren Conrad, Audrina Patridge e Heidi Montag.
Cast principale (episodi 10-20): Kristin Cavallari, Audrina Patridge e Heidi Montag.
| nº | Titolo originale                | Titolo italiano               | Prima TV America  | Prima TV Italia  |
| -- | ------------------------------- | ----------------------------- | ----------------- | ---------------- |
| 1  | Don't cry on your birthday      | Compleanno al largo           | 6 aprile 2009     | 29 gennaio 2010  |
| 2  | Everything happens for a reason | Tutto succede per una ragione | 6 aprile 2009     | 2 febbraio 2010  |
| 3  | I'm done with you               | Io con te ho chiuso           | 13 aprile 2009    | 3 febbraio 2010  |
| 4  | Crazy in love                   | Pazza d'amore                 | 20 aprile 2009    | 4 febbraio 2010  |
| 5  | I always had a little crush     | Mi sono presa una cotta       | 27 aprile 2009    | 5 febbraio 2010  |
| 6  | Playmates bring the drama       | Terapia di coppia             | 4 maggio 2009     | 8 febbraio 2010  |
| 7  | Keep your enemies closer        | La resa dei conti             | 11 maggio 2009    | 9 febbraio 2010  |
| 8  | Father of the bride             | Il padre della sposa          | 18 maggio 2009    | 10 febbraio 2010 |
| 9  | Hi Lauren, it's Spencer         | Ciao Lauren, sono Spencer...  | 25 maggio 2009    | 11 febbraio 2010 |
| 10 | Something old, something new... | Un giorno indimenticabile     | 31 maggio 2009    | 12 febbraio 2010 |
| 11 | It's on bitch!                  | E' tornata                    | 29 settembre 2009 | 15 febbraio 2010 |
| 12 | Mess with me, I mess with you   | Chi la fa l'aspetti           | 6 ottobre 2009    | 16 febbraio 2010 |
| 13 | Strike one                      | Passo falso                   | 13 ottobre 2009   | 17 febbraio 2010 |
| 14 | Old habits die hard             | Certe abitudini non cambiano  | 20 ottobre 2009   | 18 febbraio 2010 |
| 15 | Sorry boo, strike two           | Secondo passo falso           | 27 ottobre 2009   | 19 febbraio 2010 |
| 16 | I'm done with you (2)           | Con te ho chiuso              | 3 novembre 2009   | 22 febbraio 2010 |
| 17 | On to the next                  | Avanti, il prossimo!          | 10 novembre 2009  | 23 febbraio 2010 |
| 18 | Can't always get what you want  | La guerra dei Pratt           | 17 novembre 2009  | 24 febbraio 2010 |
| 19 | Mr. right now                   | L'uomo perfetto, ora!         | 24 novembre 2009  | 25 febbraio 2010 |
| 20 | The boys of summer              | I ragazzi dell'estate         | 1º dicembre 2009  | 26 febbraio 2010 |